# Valerián Švec
Valerián Švec (* 20. července 1935 Kmeťovo), uváděný také jako Valér Švec, je bývalý slovenský fotbalový útočník a fotbalový trenér.

## Fotbalová kariéra
V československé lize hrál za Spartak Trnava a ČH Bratislava.Nastoupil v 240 utkáních a dal 64 gólů. Získal v letech 1959, 1968 a 1969 třikrát ligový titul. V Poháru mistrů evropských zemí nastoupil v 8 utkáních a dal 4 góly, v Poháru vítězů pohárů nastoupil v 1 utkání a dal 2 góly. V reprezentačním B-týmu nastoupil v 1 utkání, v juniorských reprezentacích odehrál 2 utkání.

## Ligová bilance
| Ročník                                     | Zápasy | Góly | Minuty | Klub           |
| ------------------------------------------ | ------ | ---- | ------ | -------------- |
| 1. československá fotbalová liga 1956      | 8      | 0    | 720    | Spartak Trnava |
| 1. československá fotbalová liga 1957/1958 | 17     | 5    | 1530   | Spartak Trnava |
| 1. československá fotbalová liga 1957/1958 | 4      | 0    | 360    | ČH Bratislava  |
| 1. československá fotbalová liga 1958/1959 | 13     | 0    | –      | ČH Bratislava  |
| 1. československá fotbalová liga 1959/1960 | 3      | 0    | –      | ČH Bratislava  |
| 1. československá fotbalová liga 1959/1960 | 17     | 5    | –      | Spartak Trnava |
| 1. československá fotbalová liga 1960/1961 | 16     | 4    | 1 405  | Spartak Trnava |
| 1. československá fotbalová liga 1961/1962 | 26     | 10   | 2 322  | Spartak Trnava |
| 1. československá fotbalová liga 1964/1965 | 25     | 7    | 2 146  | Spartak Trnava |
| 1. československá fotbalová liga 1965/1966 | 25     | 9    | 2 250  | Spartak Trnava |
| 1. československá fotbalová liga 1966/1967 | 21     | 8    | 1 860  | Spartak Trnava |
| 1. československá fotbalová liga 1967/1968 | 21     | 6    | 1 693  | Spartak Trnava |
| 1. československá fotbalová liga 1968/1969 | 18     | 4    | 1 372  | Spartak Trnava |
| 1. československá fotbalová liga 1969/1970 | 3      | 0    | -      | ZVL Žilina     |
| 1. československá fotbalová liga 1969/1970 | 23     | 7    | 1 856  | Spartak Trnava |
| CELKEM 1. liga                             | 240    | 65   | –      |                |

## Trenérská kariéra
Jako trenér vedl Spartak Trnava, Inter Bratislava, Zbrojovku Brno, Tatran Prešov a kyperský AEL Limassol.